# Salzburger Hochthron
Der Salzburger Hochthron ist mit 1853 m ü. A. der höchste Gipfel im österreichischen Teil des Untersbergs und zählt zusammen mit dem Berchtesgadener Hochthron zu den Hauptgipfeln dieses Bergmassivs in den Berchtesgadener Alpen.

## Geographie
Der Gipfel des Salzburger Hochthrons befindet sich auf der Grenze zwischen der Gemeinde Grödig im Land Salzburg, Österreich und dem gemeindefreien Gebiet Schellenberger Forst in Bayern, Deutschland.
Rund 500 Meter nördlich des Gipfels befindet sich am Geiereck (1805 m) die Bergstation der Untersbergbahn.

## Besteigung
Neben dem kurzen Zustieg von der Untersbergbahn führen mehrere markierte Steige auf den Gipfel des Salzburger Hochthrons, diese erfordern Trittsicherheit und gute Kondition:
- von Marktschellenberg über die Toni-Lenz-Hütte (Zustieg Schellenberger Eishöhle) und den Thomas-Eder-Steig über die Mittagscharte
- von Glanegg bei Grödig über den Dopplersteig und das Zeppezauerhaus
- von Glanegg über den Reitsteig und das Zeppezauerhaus
- vom Stöhrhaus über Berchtesgadener Hochthron, Mittagscharte und Untersbergplateau

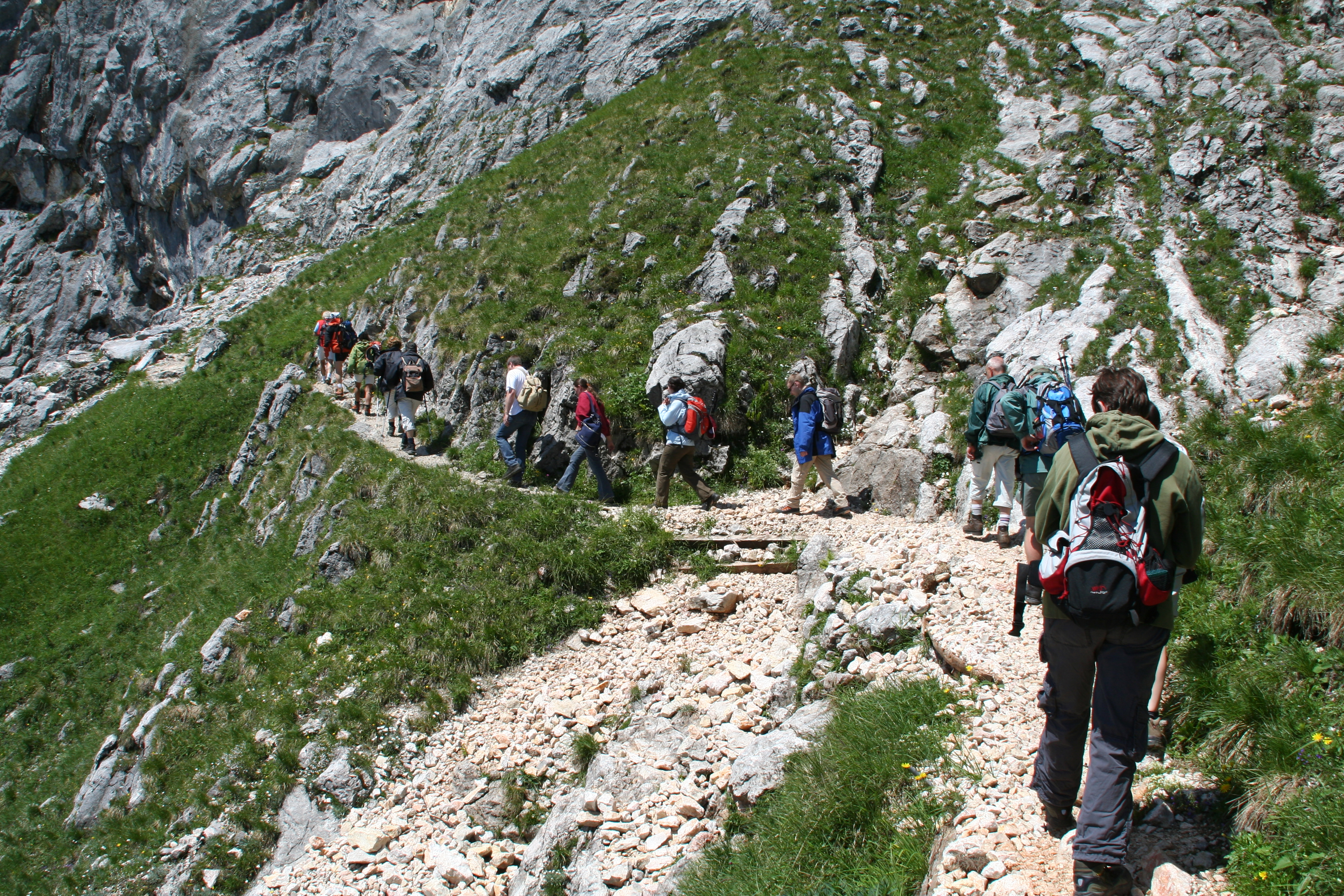
Unterer Bereich des Thomas-Eder-Steigs
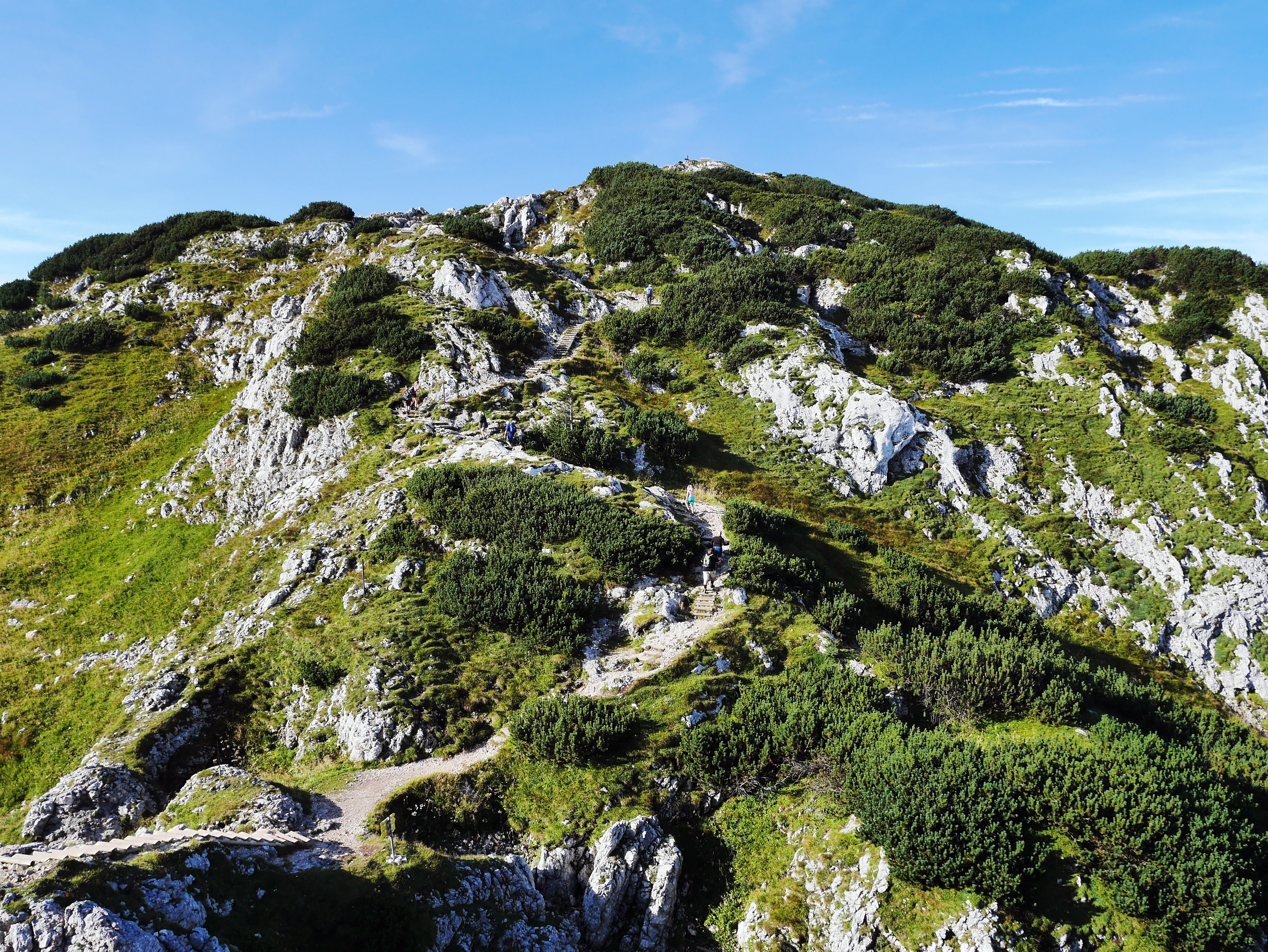
Zustieg von der Untersbergbahn